# Fédération américaine de gymnastique
La fédération américaine de gymnastique, nommée United States of America Gymnastics ou USA Gymnastics (USAG), est fédération sportive américaine de gymnastique qui a été créée en 1963 sous le nom de U.S. Gymnastics Federation (USGF). Elle est responsable de l'entraînement des équipes nationales de gymnastiques pour les Jeux olympiques et les championnats du monde de gymnastique. En novembre 2018, le comité olympique des États-Unis annonce le début du processus pour retirer l'agrément à l'USAG à la suite du scandale des abus sexuels l'impliquant. Un mois plus tard, l'USAG se déclare en banqueroute.